# Andropogon macrophyllus
Andropogon macrophyllus är en gräsart som beskrevs av Otto Stapf. Andropogon macrophyllus ingår i släktet Andropogon och familjen gräs. Inga underarter finns listade i Catalogue of Life.